# Франко Морети
Франко Морети (на италиански: Franco Moretti) e професор по англицистика в Станфордския университет в САЩ. Литературен теоретик марксист, чиято работа се фокусира върху историята на романа като „планетарна форма“. Книгите му са преведени на над двадесет езика.

## Биография
Франко Морети (р. 1950 г., Сондрио), е син на италианския специалист по епиграфика Луиджи Морети. Негов по-малък брат е режисьорът и носител на Златна палма от фестивала в Кан Нани Морети. Франко получава докторска степен по модерна литература в Римския университет през 1972 г., където завършва с пълно отличие. Професор е по сравнително литературознание в Колумбийския университет, преди да бъде назначен за Даниил и Лаура Луиз Бел професор в Станфордския университет. Там той основава станфордския Център за изследване на романа, а през 2010 г. и Станфордската литературна лаборатория.
Сред почетните лекции, които е бил канен да изнесе, са Карпентъровите лекции в Чикагския университет, лекциите пред Госовите семинари по литературознание в Принстън и Бекмановите лекции в Калифорнийския университет в Бъркли. През 2006 г. е приет в Американската академия на изкуствата и науките. Бил е също сътрудник в Wissenschaftskolleg в Берлин.
Есетата му, издадени в книгата Distant Reading, получават през 2014 г. наградата на Националния кръг на литературните критици.
Постоянен автор на теоретичното марксистко списание New Left Review и член на „Реторта“, група радикални интелектуалци от залива на Сан Франциско.
Проф. Морети е и научен съветник на френското министерство на научните изследвания.

## Изследвания и идеи
Изследванията му след 2005 г. са посветени на вноса, съвсем не безспорен, на количествени методи от социалните науки в полето, което по традиция се счита за територия на хуманитарните науки. 
Последният голям проект на проф. Морети е съставителството на петтомната енциклопедия на романа, озаглавена Il Romanzo (2004), с участието на статии от широк кръг специалисти в областта на жанра от целия свят. Английското издание е двутомно.